# Global Energy Services
Global Energy Services (GES) es el proveedor líder en construcción y servicios para el sector eólico y solar, además de ofrecer servicios para la industria energética más tradicional. GES, con sede en Bilbao, ofrece servicios de ingeniería, instalación y mantenimiento para los sectores de energías renovables, industria e infraestructura. Actualmente, está presente en más de 20 países: Francia, Alemania, Italia, EE. UU, Chile, México, Polonia, Irlanda, Grecia, Rumanía, etc. 

## Historia
GES nació en Cataluña como una empresa dedicada al mantenimiento industrial y al montaje. De 1991 a 2006 estuvo integrada dentro del grupo Gamesa y se constituyó como la empresa de servicios del grupo.
En 2006 Gamesa vendió el 100% del capital social a la compañía de capital riesgo británica 3i y al equipo directivo que venía gestionando la empresa.
A lo largo de toda su trayectoria, GES ha desarrollado proyectos en muchos países: España, Francia, Reino Unido, Polonia, Alemania, Chile, México, Rumanía, Canadá, EE. UU., Cabo Verde, Marruecos, Egipto, etc. y su actividad se encuentra en continua expansión.

## Cifras de interés
MW instalados en eólica: 
- +11.100 MW BoP (cuota de mercado de ~4% en los mercados actuales)

- +21.500 MW instalados (~8% de la capacidad eólica instalada total mundial)
- +13.600 MW O&M·

MW instalados en solar: 
- +280 MW EPC
- +300 MW O&M